# Сорень
Сорень, Сорені (рум. Soreni) — село у повіті Долж в Румунії. Входить до складу комуни Челару.
Село розташоване на відстані 162 км на захід від Бухареста, 39 км на південний схід від Крайови.

## Населення
За даними перепису населення 2002 року у селі проживали 756 осіб, з них 755 осіб (99,9%) румунів. Усі жителі села рідною мовою назвали румунську.